# 자기 심리학
자기 심리학 (自己心理學, 영어: Self psychology)은 하인츠 코헛(Heinz Kohut)에 의해 창시된 정신분석학이다. 번역책에서 주로 정신분석적 자기 심리학으로 불린다. 특히 미국에서는 자아 심리학파에 필적할 정도의 일대 세력을 형성했다. 일본에서는 정신의학에 종사하고 있는 마루타 토시히코·오카노 켄이치로우·와다 히데키들에 의해서 정력적으로 소개됐다.

## 개요
자기 심리학에서는 건강한 자기라는 것이 상정되고 있어 건강한 자기는 유소기에 모친이나 부친으로부터의 반응에 의해서 형성되는 '야심 - 재능·기능 - 이상'에 의해서 원활히 움직이고 있다고 생각되고 있다. 그것을 '3부 구성 자기'라고 한다. 이 세 개의 부분 중 한쪽이 망가져 있으면, 인간은 정신병리에 빠지며, 또 이 세 개의 부분이 원활히 능숙하게 일하고 있다면, 자기는 건강적으로 창조적인 활동을 실시할 수가 있다고 여겨지고 있다.
자기 심리학으로는 이 3부 구성 자기를 통해, 환자의 자기의 병리를 파악해 나간다. 그 때에 자기가 있는 부분이 손상하고 있다면, 환자는 자기 대상 전이로 불리는 특수한 욕구를 드러낸다고 생각되고 있다. 그 전이에 적절히 반응해, 한층 더 공감에 의해서 자기의 손상하고 있는 부분이나 병리를 탐구해 나가는 것이 자기 심리학의 치료이다.

## 역사
자기 심리학은 자아 심리학(ego psychology)에서 분파한 정신분석이며, 원래는 하인츠 코헛(Heinz Kohut)이 자기애성 인격 장애의 환자를 분석하고 있었을 때에, 그 독자적인 자기애에 관한 고찰을 발견한 일로 발단하고 있다. 1950년대에는 경계예나 자기애성 인격 장애로 불리는 신경증과 정신병의 사이의 정신 상태를 나타내는 사람들이 관찰되게 되었지만, 그 사람들의 분석 치료를 진행시키는 것에 따라, 하인츠 코후트가 자기애성 인격 장애의 환자에게 독자적인 전이를 볼 수 있는 일을 찾아내 그 자기애에 관한 독자적인 고찰로부터 발전한 것이다.
후에 하인츠 코헛의 자기애(narcissism)에 관한 고찰은 자기애성 인격장애의 환자 전반에 들어맞는 이론으로서 1971년에 '자기의 분석'이라는 서적으로 제창되었다. 그 이후, 그는 서서히 '자기'라는 것에 관한 고찰을 축적해 나가, 1978년에는 자기 심리학 총회를 개최하기까지 도달했다. 하인츠 코후트를 지지하는 '자기'에 관한 이론을 생각하는 정신분석학파를 '자기 심리학'이라고 부르게 된다. 그 이후, 현대까지 자기 심리학은 자아 심리학에 대신하는 새로운 정신분석학파로서 주로 미국에서 계속 대두되고 있다.

## 주요개념

### 자기
1977년, 코헛은 자신의 자기심리학 관련 저작에서, 고의적으로 자기(the self)에 대하여 정의하지 않았다.  코헛은 그 이유에 대하여 다음과 같이 말하였다. "자기는 ... 현실 전체와도 같은 것이다. ... 그 정수에 대하여 알 수 없다. ... 우리는 자기가 드러나는 다양한 형태들을 종합적으로 표현할 수 있고, 자기를 구성하는 구성체들을 보일 수 있으며, ... 그 기원과 기능을 설명할 수 있다. 우리는 이 모든 것을 할 수 있지만 자기가 눈앞에 나타나는 것들과는 구분되는 자기의 정수는 여전히 모를 것이다."

### 공감
코헛은 부모의 아이와의 공감 실패와 이러한 공감 실패에 대한 아이들의 반응이 모든 정신병리학(psychopathology)의 근원에 있다고 주장하였다. 코헛에게 있어 타인(the other)과 타인의 자기대상 기능(self-object function, "selfobject" function)의 상실(하단 참조)은 무관심(apathetic), 둔감(lethargic), 살아있다는 느낌의 부재(empty of the feeling of life), 활력(vitality) 상실 상태로 만든다. 한마디로 우울(depressed) 상태인 것이다.
과대자기(grandiose self)에서 응집력 있는 자기(cohesive self)로 이동하고 그걸 넘어서는 영아는 반드시 부모를 통해 갖게 된 '전능감 환상(fantasy of omnipotence)'에 대한 환멸을 서서히 느끼는 과정을 겪어야 한다. 이러한 점진적인 각성(disenchantment) 과정에는 영아의 양육자가 영아의 욕구에 공감하며 맞춰줘야 한다.
이에 상응하여, 각성 과정에서 환자가 초기에 겪는 실패나 좌절을 치료로서 환자가 다루도록 돕고자, 치료사로서 코헛은 공감(empathy)이 매우 탁월한(par excellence) 도구이며 초기 자아의 병증을 경감할 수 있다는 희망을 줄 수 있는 환자와 치료사의 관계를 낳게 한다고 강조하였다.
초기 정신분석학 접근방식에 비하여, 코헛이 간접자기성찰(vicarious introspection)이라고 한 공감의 사용을 통하여, 치료사는 대화와 해석을 덜 하고도 더 빠르게 결론에 도달하고 환자와 더 강력한 유대를 만들어서 환자로 하여금 더 근본적으로 이해받는다는 느낌을 갖게 한다. 코헛에게 있어 공감 그 자체가 내포하는 유대는 치유 효과가 있지만, 또한 정신분석학자는 지성적 종합을 유지하기 위하여 반드시 공감적 태도에서 내려올 수 있어야 하며, 공감 특히 직접적으로 치유하길 원하는 태도에 휩싸여 있을 때의 공감은 치료사의 해소되지 못한 전능감 환상에 기초해야 한다고 코헛은 경고하기도 하였다.
공감의 개념적 도입은 발견(discovery)이라는 것이 되지 않도록 하였다. 심리학에서 말하는 공감적 순간(empathic moment)은 코헛 이전 오래전에도 존재하였다. 대신 코헛은 심리학에서의 공감은 강력한 치료도구로 인식되어야 하며, 직감(hunch)이나 모호한 가정(assumption)을 넘어서서, 보다 적극적으로 공감이 무엇인지 설명하고 공감을 가르치고 사용할 수 있어야 한다고 하였다.

### 자기대상
자기대상(Selfobject)은 자기 조직(self machinery)의 일부, 즉 자기와 분리되거나 독립되어 있는 것으로 경험되지 않는 대상(object)의 일부로서 기능하는 외적 대상(external object)을 말한다. 자기대상은 자기를 '완성(complete)'하는 사람, 대상, 활동(activity)이며, 정상적인 기능(functioning)을 위해 필요하다. 코헛은 영아와 양육자 간의 초기 상호작용은 영아의 '자기'와 영아의 '자기대상'이 개입된다고 서술하였다.
환자의 자기대상 연결을 관찰하는 것은 자기심리학의 핵심 부분이다. 예를 들어, 한 개인의 특정 습관, 교육과 직업의 선택, 평생 반려자에 대한 취향은 특유의 개성을 위한 자기대상 기능을 충족시킬 것이다.
자기대상은 코헛의 이론을 통해 다뤄지며, 치료에서 전이(transference) 현상, 친척, 물건(예 : 리누스 판 펠트Linus van Pelt의 안전담요security blanket)으로부터 오는 모든 것을 포함한다. 따라서 자기대상은 도널드 위니컷(Donald Winnicott)이 이행대상(transitional object, 혹은 중간대상, 과도기적 대상)으로 언급하는 현상을 포괄한다. 성인자기(adult self)의 결속(cohesion), 활기(vigor), 조화(harmony)를 지탱하는 무수히 많은 자기대상 관계들 중에는 작가나 예술가, 혹은 자신이 속해 있다고 생각하는 국가와 같은 집단의 정치적 지도자 등 문화적 자기대상(cultural selfobject)이 있다.
만약 한 사람이 자신의 정신병증에 대하여 불완벽하거나(incomplete) 결함있는(defect) 자기로 설명한다면, 자기대상은 자기가 처방한 치유법(self-prescribed cure)으로 설명될 수도 있다.
코헛이 설명하였듯, 자기대상이 자기에게 하는 일을 뜻하는 자기대상 기능(selfobject-function)은 평소에 당연한 것으로 인식되기에, 감지되지 못하는 사각지대(blindzone)에서 이 기능이 발생한다. 따라서 자기대상 기능은 자기대상과의 관계가 깨지게 될 때까지는 눈에 보이지 않는다.
어떤 한 관계가 새로운 자기대상과 수립되면, 그러한 관계 연결성은 매우 강력하게 고정될 수 있으며, 그 연결이 끌어당기는 힘은 자기와 자기대상 모두에게 영향을 준다. 강력한 전이는 이러한 예시이다.

### 적당한 좌절
자기대상이 필요하지만 없을 경우, 부모의 수용(parental acceptance)에 대한 시의적절한(phase-appropriate) 바람 혹은 욕구가 트라우마적 좌절(traumatic frustration)로 나타나는, 강렬한 자기애적 좌절(narcissistic frustration)의 경우처럼,
좌절이라고 언급되는 잠재적인 문제를 자기에게 만들게 된다.
그 반대는 코헛이 '적당한 좌절 혹은 최적의 좌절'(optimal frustration)이라고 한 것이다. 코헛은 '이러한 상황은 아이가 이후에 유사한 상황에 해당하는데, 엄마-아이 최초 관계에서 가장 중요한 단계는 적당한 좌절의 원칙이다. 견딜 수 있는 실망은 자기위안(self-soothing)의 기반을 제공하는 내적 구조를 수립하게 한다'고 하였다.
유사하게, 코헛은 스킬 있는 분석가는 적당한 좌절의 원칙에 따라 분석을 수행할 것이라고 생각하였다.
적당한 좌절 이후의 차선의 좌절(suboptimal frustration)과 부적응(maladaptation)은 지그문트 프로이트(Sigmund Freud)의 트라우마(trauma) 개념 혹은 오이디푸스 시기(oedipal phase) 문제 해결(problem solution)에 비견될 것이다. 그러나 적당한 좌절 혹은 기타 좌절은 극심한 대립이 아닌 자기의 모든 측면(every nook and cranny)를 형상화하는 것을 언급한다.

### 이상화
코헛은 이상화(idealizing)를 초기 자기애(narcissism)의 중심 측면으로 보았다. (이상화된 부모 이미지와 같은) 전능대상(omnipotent object)을 치료를 위해 활성화하는 것을 이상화 전이(idealizing transference)라고 하는데, 이는 이상화 대상(object of idealization)과의 상호적 자기대상 연결을 수립해야 했던 것이 정신분석 동안 되살아나는 것이다.
멜라니 클라인(Melanie Klein) 학파에서, 이상화 전이는 투사적 동일시(projective identification) 영역 일부를 포함한다.
어린 아이에게 있어, 이상화된 자기대상은 이상화된 사람의 평온, 힘, 지혜, 선을 통합하는 경험을 제공한다.

### 또다른 자아/쌍둥이 욕구
또 다른 자아(Alter ego)/쌍둥이 욕구(twinship need)는 다른 사람에게 비슷함(alikeness)을 느끼는 초기 발달과정에서의 욕구를 말한다. 프로이트는 '둘(double)'이라는 개념이 무한한 자기애(self-love)의 토양, 혹은 아이의 마음을 지배하는 원초적 자기애(primary narcissism)로부터 자라난다고 보았다. 자크 라캉(Jacques Lacan)은 정상적인 증상전가(transitivism) 현상이 나타나는 거울단계(mirror stage)를 강조한다. 다른 아이를 때린 아이는 자기가 맞았다고 말한다. 또한 다른 아이가 넘어진 걸 본 아이는 자기가 운다. 1960년, 제이콥 아를로우(Jacob Arlow)는 자기의 반영인 다른 개인의 존재는 두명의 심리학(psychology of the double)을 따라 발생하는 쌍둥이의 경험, 거울 이미지의 경험, 두 명의 경험을 가져다 준다고 보았다.
코헛은 또다른 자아나 쌍둥이와의 관계, 혹은 그러한 관계에 대한 의식적 바람을 의미하는 환상(fantasy)들은 자기애성 인격(narcissistic personality) 분석에서 자주 마주치며, 이러한 전이 활성(transference activation)을 '또다른 자아 전이'(alter-ego transference)나 '쌍둥이관계'(twinship)라고 한다고 지적한다.
발달이 계속되면 타인과의 차이가 점점 벌어지는 것을 받아들일 수 있다.

### 삼극자기
삼극자기(三極自己, tripolar self)는 양극성 장애(bipolar disorder)와는 관련이 없으며, 몸의 세 극(pole)을 말한다.
- 과대-과시 욕구(grandiose-exhibitionistic need)
- 전능이상화 인물에 대한 욕구(the need for an omnipotent idealized figure)
- 또다른 자아 욕구(alter-ego needs)

코헛은 분석에서 과대자기의 재활성이 세 형태로 발생하며, 이 형태들은 발달의 특정 단계와 관련 있다고 보았다.

(1) 과대자기의 확장을 통한 미발달된 통합

(2) 또다른 자아 전이(alter-ego transference)나 쌍둥이관계(twinship)라고 불리는 다소 미발달에서 벗어난 형태

(3) 좀더 미발달에서 벗어난 형태 '거울 전이'(mirror transference)
이에 대한 대안으로서, 자기 심리학자는 자기대상 전이를 세 그룹으로 나눈다.

(1) 야망(ambition)이라는 손상된 극이 자기대상의 확신-인정 반응(confirming-approving response)을 끌어내는 것(거울 전이)

(2) 이상(ideal)이라는 손상된 극이 이상화(idealization)를 수용할 자기대상을 찾는 것(이상화 전이)

(3) 재능(talent)과 기술(skill)이라는 손상된 중간 영역이 또다른 자아 전이를 추구하는 것
삼극자기 형태는 삶에 있어 유의미한 타인과의 상호작용으로 연결되어 있는 한 개인을 필요로 하는 것의 결과로서 형성된다.

## 고전적 정신분석과의 차이
자기 심리학으로는 자아 심리학이나 대상 관계론과는 달리, 정신분석에서 옛부터 사용되어 온 자아나 이드나 초자아 등의 심리적 구조론, 거기에 리비도나 공격성이라는 욕동론은 보완적으로 사용되는 것 뿐이다. 대신에 몇 개의 자기에 관한 이론이 이전의 정신분석 이론을 보충하고 있다. 그 대표적인 것으로는 이하와 같은 것이 있다.
1. 환자 그 자체를 존중한다. 즉 환자의 '자기'라는 것을 보는 일에 의해서 정신병리를 파악한다.
2. 과학적 심리학으로서의 경험 - 관찰적 접근을 고집하고 있다. 바꾸어 말해 이론이 선행하는 것이 아니라, 임상으로의 관찰이 중심이 된다.
3. 고전적 정신분석과 같이 의사가 중립성을 지키는 과학자로서 환자를 분석하는 것이 아니라, 환자와 분석가는 떼어낼 수 없는 것으로서 생각하고 있다. 이는 환자와 분석가를 하나의 구성으로서 파악하고 있다는 일을 의미한다.
4. 공감이라는 기법을 사용한다. 이 공감은 환자의 자기를 파악한다는 정보 수집의 역할과 환자에 대해서 계속 긍정적으로 접한다는 두 개의 의미를 가지고 있다 (공감의 개념에 대해서는 오해에 주의!).
5. 자기의 장해나 자기의 병리만을 보는 것이 아니라, 자기의 건강한 부분을 보도록 유의하고 있다.

신경증도 정신병도 인격 장애도 자기 심리학에서는 그것들을 자기의 장해로서 보고 있다. 그 때문에 자기 심리학으로는 제일 먼저 '자기'를 관찰한다. 의사는 '자기'가 어떻게 망가져 있는지, 또 어떠한 욕구를 가지고 있는지를 탐색해 나간다.

## 자기 대상 전이 (자기애 전이)
자기애성 인격 장애의 환자에게 보여지는 특수한 전이이며, 신경증 환자나 프로이트의 정신분석에서 발생하는 감정 전이와는 다른 것으로 나타나는 것이다.
이론적으로는 프로이트의 전이라는 개념은 유소기에서의 부모님에 대해서의 리비도나 공격성을 현재의 의사와의 관계에 재연하는 것이지만, 자기 심리학으로 말하는 전이는 자기의 손상 부분을 회복시키거나 자기를 형성하기 위해서 자연과 발생하는 본질적인 것으로 파악되고 있다. 특히 자기가 손상하고 있을 때에는 이 전이를 일으키기 쉽다고 말해진다. 자기애성 인격 장애의 환자만이 아니고, 인간 일반적으로도 넓게 볼 수 있는 전이이다. 현재는 논자에 의해서 여러 가지 자기 대상 전이가 상정되고 있지만, 기본적인 것은 이하의 네 개이다.
거울 전이 (거울 자기 대상 전이)
능력이 있어 완전한 자기를 칭찬 받고 싶다는 욕구. 그러한 자신을 칭찬해 주는 것 외 사람을 요구해 그러한 타인을 자기 대상으로 한다. 이론적으로는 유소기에서의 과대 자기로부터 파생한 것이며, '나는 완전하다'라는 자기애를 채우기 위한 것으로 나타난다. 자주 모친의 긍정적 측면으로서 아이에게는 인식된다.
이상화 전이 (이상화 자기 대상 전이)
침착하게 해 주거나 자신이 진행되어야 할 방향성을 찾아낼 수 있는 타인을 손에 넣고 싶다는 욕구. 그러한 완전하며, 이상적인 부모가 되어 주는 타인을 자기 대상으로 한다. 이론적으로는 유소기에서의 이상화된 친이마고로부터 파생한 것이며, '나는 완전하지 않지만, 당신은 완전하다. 그리고 나는 당신의 일부분이다'라는 자기애를 채우기 위한 것으로 나타난다. 자주 부친이 동요하지 않는 지침이 되는 훌륭한 측면으로서 아이에게는 인식된다.
쌍둥이 전이 (쌍둥이 자기 대상 전이) 
자신과 같은 타인을 확인하고 싶다는 욕구. 자기 심리학에서는 비교적 늦게 제창된 것으로, 같은 언어를 이야기하거나 자신과 같은 민족이라는 감각에서 이 자기 대상 전이가 상정되었다.
융합 전이 (융합 자기 대상 전이)
상기의 세 개의 전이의 앞에 생기는 자기 대상 전이. 자기와 타인이 융합하고 있는 무경계한 상태로서 나타난다.
이러한 자기 대상 전이는 자기의 결손이나 혼란을 묻는 것으로 기능한다. 자기 대상으로부터의 적절한 반응이 있으면, 환자의 자기 중에 있는 야심이나 이상이 서서히 형성되게 되어, 환자는 자기를 확실히 시킨다고 말해진다.

## 참고 문헌
- '자기 컨트롤의 우리' 모리 신이치 코단샤
- '퍼스낼러티 장해 - 얼마나 접해, 어떻게 극복할까' 오카다 타카시 PHP 신서
- '자기애의 구조 - '다른 사람'을 잃은 젊은이들' 와다 히데키 코단샤 추천도서 직업
- '자기애'와 '의존'의 정신분석 코후트 심리학 입문' 와다 히데키 PHP 신서
- '망가진 마음을 어떻게 고칠까 코후트 심리학 입문〈2〉'와다 히데키 PHP 신서
- '코후트의 심리요법 - 자기 심리학적 정신분석의 이론과 기법' 나카니시 노부오 나카니시야 출판
- '자기의 분석' 하인츠 코후트 미즈노 노부요시·카사하라 요미시 (역) 봐 주석 서점

## 같이 보기

### 정신 질환
- 자기애 굴욕
- 자기애성 성격장애

### 용어
- 자기
- 정신의학
- 정신분석학
- 자아 심리학
- 대상 관계론
- 임상 심리학

### 관련 인물
- 오토 컨버그
- 하인츠 코헛
- 지그문트 프로이트
- 아놀드 고르드바그
- 로버트 스트로로우